# Řády, vyznamenání a medaile Burkiny Faso

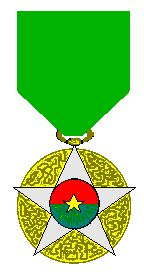
Řád za zásluhy o rozvoj venkova

Systém státních vyznamenání Burkiny Faso (do roku 1984 Horní Volty) se začal formovat ještě před tím, než země v roce 1960 získala plnou nezávislost. Modelem pro něj byl podobně jako v jiných francouzských koloniích, systém vyznamenání používaný ve Francii. Z historického hlediska lze systém rozdělit do tří období: vyznamenání Horní Volty (1959–1984), revoluční vyznamenání (1985–1987) a vyznamenání Burkiny Faso (od roku 1993).

## Vyznamenání Horní Volty (1959–1984)

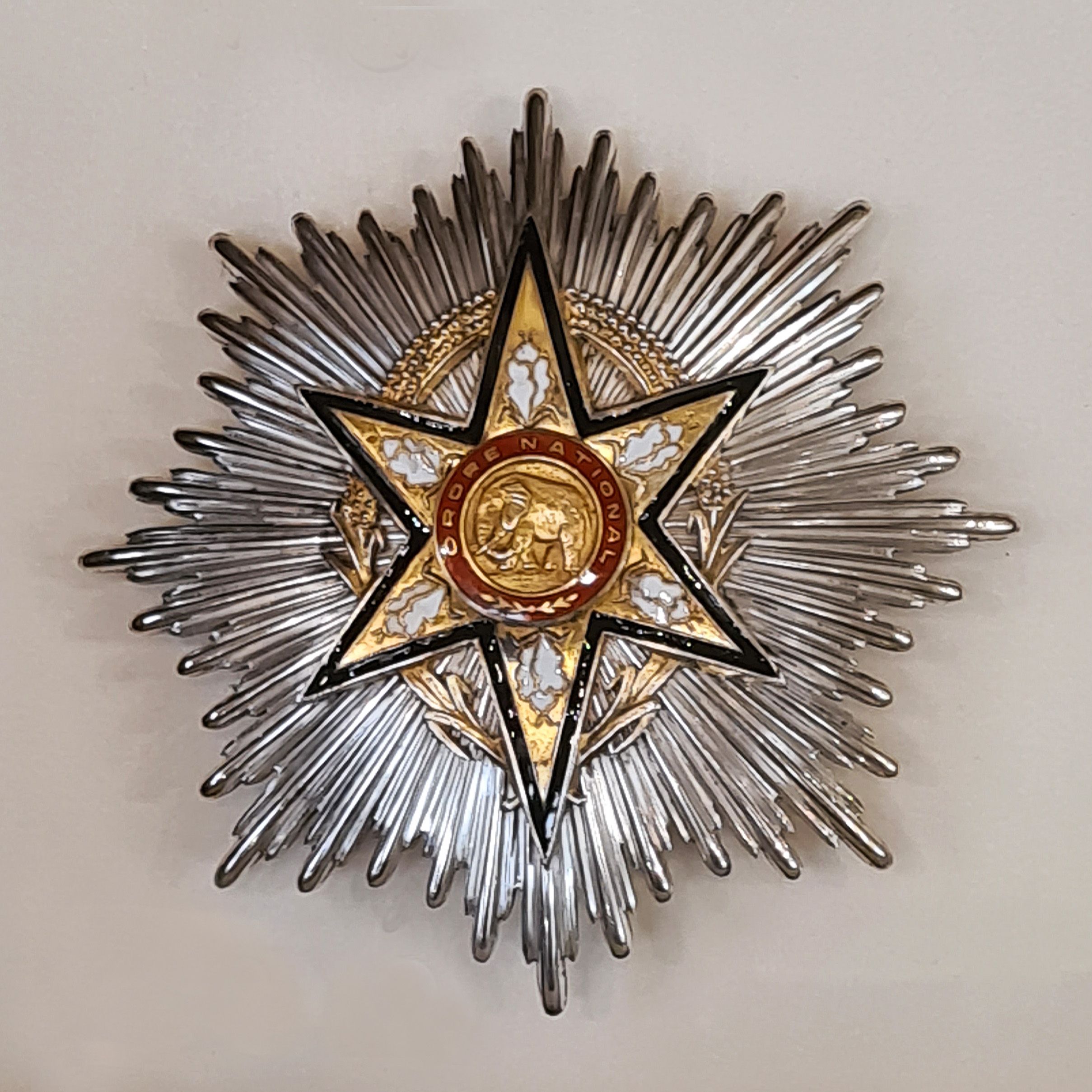
Národní řád Horní Volty, řádová hvězda

První vyznamenání Horní Volty bylo založeno v roce 1959. Jednalo se o Řád za zásluhy Horní Volty (francouzsky: Ordre du mérite voltaïque), jež byl založen 10. prosince 1959. Vyznamenání bylo rozděleno do tří tříd a udíleno za úspěchy v různých oblastech lidské činnosti.
Dne 29. června 1961 byl založen Národní řád Horní Volty (francouzsky: Ordre national voltaïque), který se stal nejvyšším státním vyznamenáním nové nezávislé republiky. Řád sestával z pěti tříd a udílen byl za výjimečné služby národu. Předlohou tohoto řádu byl francouzský Řád čestné legie, od kterého se však vzhledově lišil. Současně s předchozím řádem byla založena i Vojenská medaile (francouzsky: Médaille militaire), která byla udílena příslušníkům ozbrojených sil za dlouholetou a příkladnou službu.
- Národní řád Horní Volty[1]
- Řád za zásluhy Horní Volty

## Revoluční vyznamenání (1985–1987)

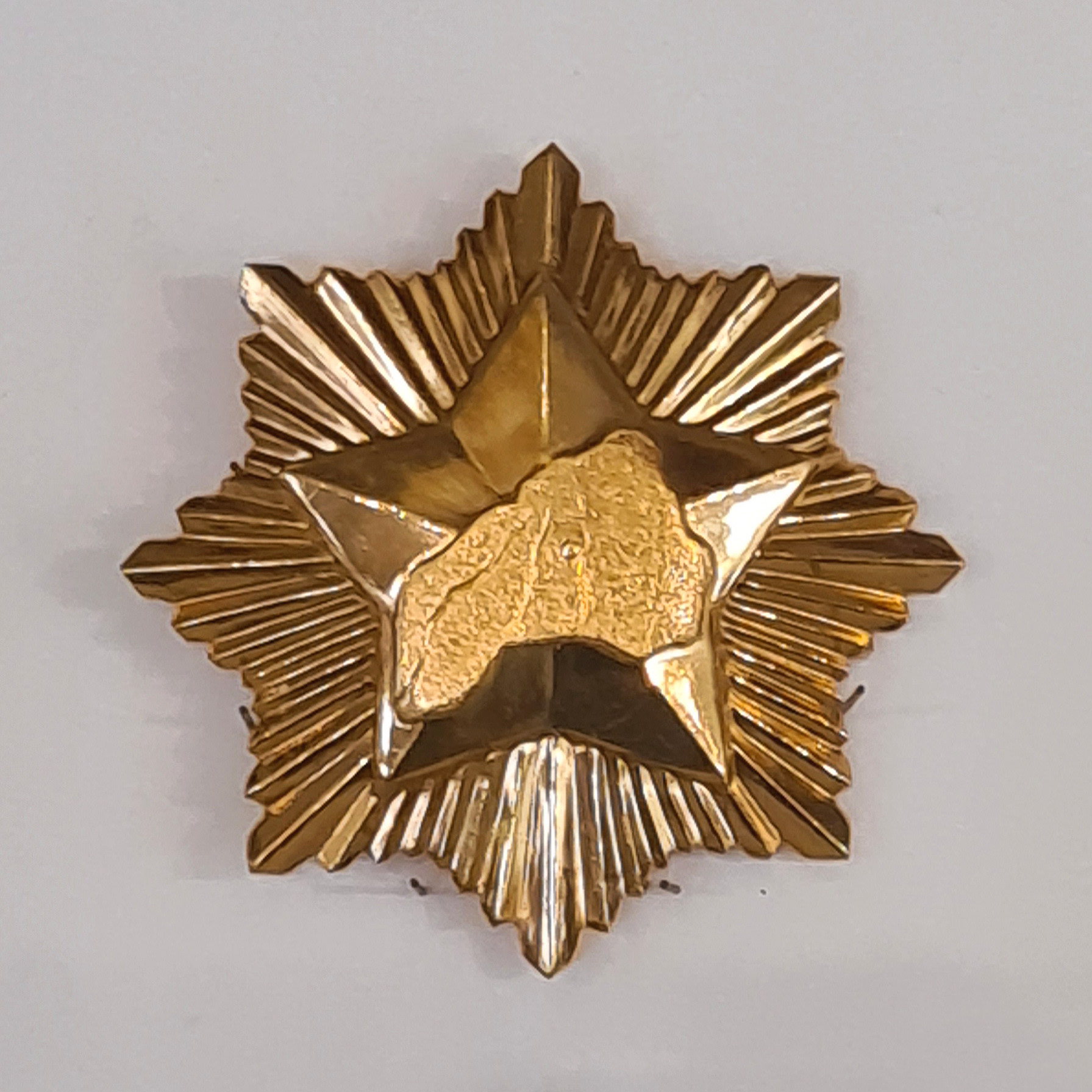
Řád zlaté hvězdy Nahouri

V roce 1983 se v zemi dostal k moci Thomas Sankara, který provedl řadu sociálních reforem a zemi přiblížil k socialismu. Byl změněn název státu na Burkina Faso a byly změněny i státní symboly. Dekretem ze dne 14. března 1985 byla zrušena všechna vyznamenání Horní Volty a byla zavedena nová vyznamenání. Pro ně jako vzor posloužil systém státních vyznamenání Sovětského svazu, a to včetně jejich způsobu nošení na stuhou potažené kovové destičce ve tvaru pětiúhelníku. Tento nový systém byl zrušen krátce po svržení Sankary.
- Řád zlaté hvězdy Nahouri (francouzsky: Ordre de l'étoile d’or du Nahouri)
- Řád pochodně revoluce (francouzsky: Ordre du flambeau de la Révolution)
- Řád rudé hvězdy odboje 17. května (francouzsky: Ordre de l'étoile rouge de la Résistance du 17 mai)
- Řád pracovních zásluh D.L.R. (francouzsky: Ordre du mérite du travail de la R.D.P)[pozn. 1]
- Kříž za vojenskou statečnost (francouzsky: Croix de la valeur militaire)

## Vyznamenání Burkiny Faso (od 1993)
Po svržení Sankary v roce 1987 nová vláda po nějakou dobu nezavedla vlastní vyznamenání. Až v roce 1993 se začal formovat nový systém státních vyznamenání Burkiny Faso. Z organizačního hlediska byl jeho předlohou opět systém francouzský.
Zákonem ze dne 6. srpna 1993 byly založeny dva nové řády, a to Národní řád Burkiny Faso udílený v pěti třídách a Řád za zásluhy Burkiny Faso. Zároveň byla zaručena návaznost na vyznamenání Horní Volty i revoluční vyznamenání, a tak držitelé Národního řádu Horní Volty, Řádu zlaté hvězdy Nahouri a Řádu pochodně revoluce, byli prohlášeni za rytíře Národního řádu Burkiny Faso. Držitelé Řádu za zásluhy Horní Volty a Řádu pracovních zásluh D.L.R. byli prohlášeni za rytíře Řádu za zásluhy Burkiny Faso. Současně bylo povoleno nosit insignie předchozích řádů a mohl být nošen i Řád rudé hvězdy odboje, který nebyl s novými řády spojen. 
Ve stejný den, tedy 6. srpna 1993, byla také obnovena Vojenská medaile. Později byla zavedena také Čestná vojenská medaile. K vyznamenávání vojenských velitelů, kteří se účastnili mezinárodních vojenských operací, byla zřízena Pamětní medaile Za tažení. V následujících letech pak téměř každé ministerstvo získalo vlastní rezortní řád či čestnou medaili. 
Během reformy státních vyznamenání v roce 2017 byl Národní řád přejmenován na Řád hřebce a bylo oznámeno i založení několika dalších rezortních vyznamenání. V některých případech je na stužku připojována kovová destička se specifikací, za jakou činnost bylo ocenění uděleno. 
- Řád hřebce (dříve Národní řád Burkiny Faso) byl založeno dne 6. srpna 1993.[2]
- Řád za zásluhy Burkiny Faso byl založen dne 6. srpna 1993.[3]
- Vojenská medaile byla založena dne 6. srpna 1993.
- Čestná vojenská medaile byla založena dne 19. prosince 1996.
- Řád za zásluhy o rozvoj venkova byl založen dne 19. prosince 1996.
- Řád akademických palem byl založen dne 8. července 1998.
- Řád za zásluhy o mládež a sport byl založen dne 8. července 1998.
- Řád za zásluhy v literatuře a komunikaci byl založen dne 8. července 1998.
- Řád za zásluhy v obchodu a průmyslu byl založen dne 12. prosince 2003.
- Řád za zásluhy v ekonomice a financích
- Řád za zásluhy o zdraví a sociální práci byl založen dne 30. října 2006.
- Řád za zásluhy o spravedlnost a lidská práva
- Řád za zásluhy o dopravu, infrastrukturu, územní plánování a bydlení ještě nebyl založen, probíhá jeho příprava.
- Řád za zásluhy o veřejnou správu a práci ještě nebyl založen, probíhá jeho příprava
- Čestná celní medaile byla založena o dne 1. října 1999.
- Čestná policejní medaile byla založena v roce 1999.
- Čestná medaile vod a lesů byla založena v roce 1999.
- Čestná medaile vězeňské služby byla založena v roce 2003.
- Čestná medaile místní správy byla založena v roce 2003.
- Pamětní medaile Za tažení byla založena v roce 1996.
- Čestná medaile hasičů byla založena dne 8. července 1998.